# Chincheros (provincie)
| Chincheros                                               | Chincheros                        |
| -------------------------------------------------------- | --------------------------------- |
| Harta localizării provinciei în cadrul regiunii Apurímac |                                   |
| Informații generale                                      |                                   |
| Nume nativ                                               | Provincia de Chincheros           |
| Țară                                                     | Peru                              |
| Regiune                                                  | Apurímac                          |
| Primar                                                   | Franklin Palomino (2011-2010)     |
| - Capitală                                               | Chincheros                        |
| - Suprafață totală                                       | 1242,33 km2                       |
| - Districte                                              | 8                                 |
| Populație                                                |                                   |
| An recensământ                                           | 2007                              |
| - Totală                                                 | 51 583                            |
| - Densitate                                              | 41,52/km2                         |
| Fus orar                                                 | UTC-5                             |
| Sit web                                                  | http://www.munichincheros.gob.pe/ |
| UBIGEO                                                   | 0305                              |
| Modifică text                                            |                                   |

Chincheros este una dintre cele șapte provincii din regiunea Apurímac din Peru. Capitala este orașul Chincheros. Se învecinează cu provincia Andahuaylas și cu regiunea Ayacucho.

## Diviziune teritorială
Provincia este divizată în  districte (spaniolă: distritos, singular: distrito):
- Chincheros
- Anco-Huallo
- Cocharcas
- Huaccana
- Ocobamba
- Ongoy
- Uranmarca
- Ranracancha

## Grupuri etnice
Provincia este locuită de către urmași ai populațiilor quechua. Quechua este limba care a fost învățată de către majoritatea populației (procent de 80,41%) în copilărie, 19,09% dintre locuitori au vorbit pentru prima dată spaniolă, iar 0,14% au folosit limba aymara. (Recensământul peruan din 2007)